# Čudesna šuma (1986.)
Čudesna šuma (ponegdje i Čarobna šuma) (eng. The Elm-Chanted Forest) je dugometražni crtani film iz 1986. godine snimljen u suradnji između hrvatske (onda kao dijelom SFRJ) produkcijske kuće Croatia Film i američke Fantasy Forest. Prvi je hrvatski dugometražni crtani film. Ovaj crtani film se smatra jednim od najpopularnijih na području bivše Jugoslavije.

## Filmska ekipa
Film su režirali Milan Blažeković i Doro Vlado Hreljanović. Scenarij je napisan prema originalnoj priči Sunčane Škrinjarić.

## Sadržaj
Radnja se odvija u Čudesnoj šumi, mjestu punom sretnih životinja, koju štiti čarobni hrast koji, navodno, pruža zaštitu svakome tko se skloni ispod njega. Jednog dana, u šumu dolazi slikar Paleta koji zaspi ispod čarobnog hrasta. Kad se probudi, saznaje da mu je hrast dao moć sporazumijevanja sa životinjama, i da stvara čarolije svojim kistom. Ubrzo upoznaje neke od stanovnika šume kao što su dabar Oštrozub, medvjed Mate, lisica Lili i ježevi Do, Re i Mi.
U međuvremenu, zli se Kaktus Car koji vlada šumom zabrinjava zbog slikarovog dolaska u šumu, jer će po proročanstvu čovjek dokrajčiti vlast kaktusa, i šalje svog dvorskog čarobnjaka Štapića da dovede slikara. Međutim, poslije nekoliko neuspjelih pokušaja, Štapić se pridružuje družini koja čuva slikara. Vidjevši da ga je Štapić izdao, Kaktus Car odlučuje uništiti cijelu šumu ako se slikar ne preda. Ali, svi njegovi pokušaji uništavanja šume su neuspjeli zbog slikarovog čarobnog kista. Međutim, slikar saznaje da će njegove moći trajati samo do zore. Kasnije, u razgovoru sa životinjama u šumi, slikar dolazi na ideju da je Kaktus Car zao jer nikada nije procvjetao. Štapić, nakon brojnih problema, uspjeva napraviti napitak od kojeg bi Car procvjetao. Družina uspjeva ući u Kaktusov dvorac i napoji ga napitkom, od kojeg Car zaista procvjeta i postane dobar, a tako i čitava šuma. Film završava slikarovim napuštanjem šume, dok ga njegovi šumski prijatelji pozdravljaju pjesmom.

## Glasovi
- Josip Bobi Marotti kao Kaktus Car
- Ivo Rogulja kao Štapić
- Vili Matula kao slikar Paleta
- Ljubo Kapor kao Oštrozub
- Emil Glad kao Mate
- Helena Buljan kao La
- Đurđa Ivezić kao Re i gljivarica
- Sven Lasta kao Do, žaba i puž Muž
- Vlado Kovačić kao tvor, sova i kaktus stražar
- Adam Vedernjak kao gospodar Gljivarko
- Nada Rocco kao lija Lili
- Vladimir Puhalo kao svraka i Smrčak Obični
- Veronika Durbešić kao Mi
- Mladen Vasary kao Pa, Čičak Neodoljivi i gljivar
- Drago Krča kao Vodenjak
- Slavica Fila kao Bobo
- Richard Simonelli kao vodozemac gondolar
- Lena Politeo kao Vatroslav

## Kritike i prihvaćenost filma
Iako film nije bio najbolje prihvaćen u SAD-u zbog djetinjaste priče i animacije koja je bila niže razine u usporedbi s američkom, film je i dan-danas veoma popularan i poštovan u zemljama bivše Jugoslavije zbog bajkovite priče prikladne za djecu, simpatičnih likova, i animacije koja je onda bila veliki pomak za Hrvatsku i susjedstvo.
Crtani film je 1989. godine dobio nastavak Čarobnjakov šešir koji je snimljen u potpunosti u Hrvatskoj (onda još u SFRJ).

## Vanjske poveznice
- Čudesna šuma u internetskoj bazi filmova IMDb-a
- Rotten tomatoes.com  Arhivirana inačica izvorne stranice od 23. lipnja 2007. (Wayback Machine)
- Big Cartoon profil
- SloCartoon.net (slovenski jezik)
- AllMovie